# Franz Xaver Haberl
Franz Xaver Haberl (ur. 12 kwietnia 1840 w Oberellenbach, zm. 5 września 1910 w Ratyzbonie) – niemiecki muzykolog.

## Życiorys
Ukończył seminarium duchowne w Pasawie, w 1862 roku przyjął święcenia kapłańskie. Od 1862 do 1867 roku pełnił funkcję prefekta do spraw muzycznych w biskupim seminarium duchownym. W latach 1867–1870 był organistą w kościele niemieckim Santa Maria dell’Anima w Rzymie. Od 1872 do 1882 roku był kapelmistrzem katedry św. Piotra w Ratyzbonie. W 1874 roku założył w Ratyzbonie szkołę muzyki kościelnej, którą kierował do 1910 roku. W 1872 roku przejął kierownictwo nad serią edytorską „Musica divina”. W 1879 roku założył Palestrina-Verein i przejął kontynuację edycji dzieł wszystkich Giovanniego Pierluigiego da Palestriny, którą zakończył w 1894 roku. Od 1868 do 1900 roku opracowywał księgi liturgiczne wydawane w Ratyzbonie. Był członkiem powołanej przez papieża Piusa IX watykańskiej komisji do spraw rewizji ksiąg liturgicznych i członkiem honorowym Akademii Muzycznej św. Cecylii. Otrzymał tytuł doktora honoris causa Uniwersytetu w Würzburgu (1889) i prałata honorowego domu papieskiego (1908).
Był czołowym przedstawicielem ruchu cecyliańskiego, dążył do reformy chorału gregoriańskiego i wskrzeszenia klasycznej polifonii średniowiecznej. Prowadził badania źródłoznawcze w archiwach włoskich. Przygotował edycje źródłowe kompozytorów XV, XVI i XVII wieku, w tym przede wszystkim Palestriny i Lassa. W swojej szkole muzyki kościelnej kształcił chórzystów w zakresie teorii i praktyki chorału oraz dawnej polifonicznej muzyki wokalnej i muzyki organowej. Opublikował m.in. prace Praktische Anweisung zum harmonischen Kirchengesang (1864), Magister Choralis (1865), Bertalotti’s Solfeggien (1880), Wilhelm Dufay (1885), Die romische „Schola Cantorum” und die päpstlichen Kapeäslinger bis zur Mitte des 16. Jahrhunderts (1887), Officium hebdomadae sanctae (1887), Bibliographischer und thematischer Musikkatalog des päpstlichen Kapellarchivs im Vatikan zu Rom (1888), Psalterium vespertinum (1888).